# 粤语输入法
粵語輸入法是利用漢字的粵語讀音在電腦輸入漢字的工具。屬於拼音輸入法（音碼）的一種，區別於字形輸入法（形碼）。

## 背景

### 粵語輸入法的競爭對手簡史
在粵語輸入法發明之前，香港和澳門的粵語母語者主要以台灣人發明的倉頡輸入法輸入繁體中文。倉頡的本質是繁體中文字的字型輸入法。自1990年Windows 3.0電腦內置第三代倉頡輸入法以來成為香港和澳門主流。
由於第三代倉頡不支援輸入簡體中文，中國大陸的粵語母語者在粵語輸入法發明之前，只能使用非母語的普通話拼音輸入法。小部份不善於倉頡輸入法的香港和澳門粵語母語者，也會用非母語的普通話拼音輸入法。普通話輸入法導致粵語母語者在打字時得改以普通話思考。

### 輸入速度優劣
粵語輸入法在2000年代開發之初，配詞功能平凡，要費時在同音字之中選字，選字速度比倉頡輸入法慢，需要大量打字的職業，均用倉頡輸入法。商業化的粵語手機輸入法在2010年代以來得到IT企業開發，以大數據收集用戶的輸入喜好之後，配詞聯想力強。由於倉頡輸入法發明者放棄版權，缺乏商業動機收集用戶喜好，配詞較弱。用戶輸入喜好的數據私隱，則另作別論。

## 常見輸入法簡述
20世紀以來粵語羅馬化方案繁多，莫衷一是。粵語輸入法的開發者大多選定了香港語言學學會制定的粵拼，促進了粵拼的推廣。

### 個人電腦版
第一個流行的粵語輸入法，是2005年8月3日發佈的「轻松粤拼输入法」第2版，運行於Windows個人電腦，由東莞市某22歲中文教師和愛好者网站“粤语协会”合作而成，
第二個流行的粵語輸入法，是2012年4月14日發佈的Rime中州韻引擎第0.9.11版，運行於Ｗindows個人電腦，由鄭州出身的百度公司程序員業餘開發，由於Rime是一個算法框架，兼容各種輸入法，自定義功能強大，技術水平受讚譽，乃現時主流。

### 手機版
手機版粵語輸入法以IT企業開發的為主。
- 2013年10月7日，Google粵語輸入法（Android平台）發布。[6]
- 2015年5月24日，Microsoft SwiftKey多語言鍵盤（Android平台）發布，包含了粵語。[7]
- 2018年3月7日，Google Gboard多語言鍵盤（Android平台）發布，包含了粵語。[8]
- 2020年6月12日，搜狗输入法（Android平台）10.11版新增粵語輸入；[9][10]2020年7月16日搜狗输入法（iPhone平台）10.13.0版新增粵語輸入。[11]搜狗的粵語輸入應用了Rime中州韻引擎的第三方版。[12]
- 2022年9月12日，蘋果公司在iOS 16推出官方「廣東話拼音輸入法」，蘋果用戶不用再依賴App Store的第三方程式。[13]

## 官方網站

#### 使用粵拼的
- 搜狗输入法手机版（支援平台：Android、iOS、iPadOS）
- Windows/Mac/Linux Rime粵拼輸入法 （页面存档备份，存于）（支援平台：Windows、macOS、Linux）
- RIME 中州韻輸入法 （页面存档备份，存于）掛載rime-cantonese 碼表 （页面存档备份，存于）（支援平台： Windows、macOS、Linux、Android、iOS）
- 粵拼輸入法 （页面存档备份，存于）（支援平台：iOS、iPadOS）
- Google 輸入工具 （页面存档备份，存于）（Chrome 擴充功能）
- Gboard - Google 鍵盤 （页面存档备份，存于）（支援平台： Android）
- CantoKey 粵拼輸入法 （页面存档备份，存于）（支援平台：iOS）
- CPIME 廣東話拼音輸入法 （页面存档备份，存于）（CPIME在Windows 1809的安裝方法 - YouTube （页面存档备份，存于））
- 紅蜻蜓 （页面存档备份，存于）
- 輕鬆粵語輸入法
- 微軟香港粵語輸入法2007

#### 使用其他拼音方案
- MDBG （页面存档备份，存于）
- 薛氏廣東話輸入法2002
- 智能粵語拼音語句輸入法 （页面存档备份，存于）
- 粵語拼音輸入法（商業軟件） （页面存档备份，存于）
- 基於rime輸入法引擎的貴縣話拼音輸入法 （页面存档备份，存于）
- 余氏中文輸入法廣東話版 （页面存档备份，存于）